# On croit qu'on en est sorti
Albums de Serge Teyssot-Gay
Silence radio
On croit qu'on en est sorti est le deuxième album solo du guitariste français Serge Teyssot-Gay. Sorti en 2000, il est une mise en musique de textes extraits du roman La Peau et les Os, de l'écrivain français Georges Hyvernaud. Toutes les compositions sont de Serge Teyssot-Gay,. 
Le titre Le camp des Russes est présent dans l'album-livre Fantaisie littéraire paru en 2009.

## Titres de l'album
| No  | Titre                          | Durée |
| --- | ------------------------------ | ----- |
| 1.  | À cause de                     | 1:23  |
| 2.  | Dix mille écrans               | 4:15  |
| 3.  | Leur Europe                    | 0:52  |
| 4.  | Les cabinets                   | 3:46  |
| 5.  | Les gens d'ici                 | 7:49  |
| 6.  | La folie                       | 2:30  |
| 7.  | Tout le monde est dans le coup | 3:01  |
| 8.  | Noir sur blanc                 | 2:02  |
| 9.  | Le camp des Russes             | 5:40  |
| 10. | Tourner en rond                | 4:30  |
| 11. | Je me tais                     | 4:25  |